# バイエア
バイエア(Vaiea)は、ニウエの14の村のひとつである。2011年の調査では、人口は89人で、面積は5.40km²である。

## 地理
アロフィの9キロ南に位置している。隣の村のハクプとは、リムフアフア岬で接している。町の中心部の南には、人が住まなくなった旧中心部の跡がある。海抜は、最も高い所で55mである。町の北部にはタヴァラ・アーチと呼ばれる深い洞窟がある。